# Cikánská stupnice
Cikánská stupnice (nebo také přesněji cikánská durová stupnice) je pojem z oboru hudební nauky, který je používán pro typ hudební stupnice.

## Složení cikánské stupnice
Cikánská stupnice je obvykle odvozována od diatonické durové stupnice snížením jejího druhého a šestého stupně (malá sekunda místo velké, malá sexta místo velké).
Jedná se o durovou stupnici, která je charakteristická dvěma exoticky znějícími „skoky“ o zvětšenou sekundu – mezi II. a III. stupněm a také mezi VI. a VII. stupněm. Díky tomu vzniká mimo jiné posloupnost dvou půltónů mezi stupni VII.-VIII.(=I.)-II. (například h-c-des na cikánské stupnici od základu c).
Následující tabulka obsahuje seznam intervalů jednotlivých stupňů vzhledem k základnímu tónu. Jako příklad je použita cikánská stupnice od tónu c, jejíž notaci obsahuje výše uvedený obrázek.
| Stupeň   | Interval      | C dur |
| -------- | ------------- | ----- |
| I        | Prima         | c     |
| II       | Malá sekunda  | des   |
| III      | Velká tercie  | e     |
| IV       | Čistá kvarta  | f     |
| V        | Čistá kvinta  | g     |
| VI       | Malá sexta    | as    |
| VII      | Velká septima | h     |
| VIII = I | Oktáva        | c     |

## Seznam cikánských stupnic
Následující tabulka obsahuje kompletní seznam cikánských durových stupnic podle základního tónu (lze do jisté míry považovat za durovou tóninu).
| Základní tón | Složení                         |
| ------------ | ------------------------------- |
| Cis          | cis d eis fis gis a his cis     |
| Fis          | fis g ais h cis d eis fis       |
| H            | h c dis e fis g ais h           |
| E            | e f gis a h c dis e             |
| A            | a b cis d e f gis a             |
| D            | d es fis g a b cis d            |
| G            | g as h c d es fis g             |
| C            | c des e f g as h c              |
| F            | f ges a b c des e f             |
| B            | b ces d es f ges a b            |
| Es           | es fes g as b ces d es          |
| As           | as heses c des es fes g as      |
| Des          | des eses f ges as heses c des   |
| Ges          | ges asas b ces des eses f ges   |
| Ces          | ces deses es fes ges asas b ces |

## Akordy cikánské durové stupnice
Díky dvěma zvětšeným skokům mezi stupni má cikánská stupnice některá specifika při snaze o přesný harmonický doprovod pouze tóny této stupnice:
- Na I. a II. stupni obsahuje v půltónovém rozestupu dva durové kvintakordy, které se oba dají rozšířit do velkého septakordu.
- Akord na VII. stupni nemá durový, ani mollový charakter – lze jej spojit pouze se zmenšenou nebo zvětšenou tercií
- Akordy na II., III. a VI. stupni mohou naopak být podle potřeby použity jak mollové, tak durové – modus cikánské stupnice na těchto stupních obsahuje malou tercii a zmenšenou kvartu, resp. velkou tercii a zvětšenou sekundu.

Mimo jiné tato stupnice neumožňuje doprovod pomocí tóniky, subdominanty a dominanty bez použití alterovaných akordů (viz zmenšená kvinta v dominantě v tabulce níže).
Následující tabulka obsahuje pro každý stupeň cikánské stupnice seznam použitelných doprovodných akordů. Použita je stupnice od základního tónu c. Podrobnosti o použitých akordových značkách lze najít v článcích Akordová značka a Seznam akordových značek.
| Stupeň | Tón (od c) | Kvintakord                               | Septakord                                          | Další akordy                                    |
| ------ | ---------- | ---------------------------------------- | -------------------------------------------------- | ----------------------------------------------- |
| I      | c          | {\displaystyle C\,\!}                    | {\displaystyle C^{7maj}\,\!}                       | {\displaystyle C^{9-/7maj},C^{13-/9-/7maj}\,\!} |
| II     | des        | {\displaystyle D^{b},D^{b}mi\,\!}        | {\displaystyle D^{b7maj},D^{b}mi^{7maj}\,\!}       | {\displaystyle D^{b9+/7maj}\,\!}                |
| III    | e          | {\displaystyle Emi,E,E^{5+}\,\!}         | {\displaystyle Emi^{7-}\,\!}                       |                                                 |
| IV     | f          | {\displaystyle Fmi,Fmi^{5-}\,\!}         | {\displaystyle Fmi^{7/5-},Fdim\,\!}                |                                                 |
| V      | g          | {\displaystyle G^{5-}\,\!}               | {\displaystyle G^{7/5-}\,\!}                       |                                                 |
| VI     | as         | {\displaystyle A^{b5+},A^{b}mi^{5+}\,\!} | {\displaystyle A^{b7maj/5+},A^{b}mi^{7maj/5+}\,\!} |                                                 |
| VII    | h          |                                          |                                                    | {\displaystyle H^{5-/2},H^{5+/4}\,\!}           |